# Jakob Weber (Eishockeyspieler, 2004)
Jakob Weber (* 22. Januar 2004 in Qaraghandy, Kasachstan) ist ein deutscher Eishockeyspieler, der seit Juli 2025 bei den Nürnberg Ice Tigers aus der Deutschen Eishockey Liga (DEL) unter Vertrag steht und dort auf der Position des Verteidigers spielt. Zuvor war Weber bereits für den EHC Red Bull München in der DEL aktiv.

## Karriere

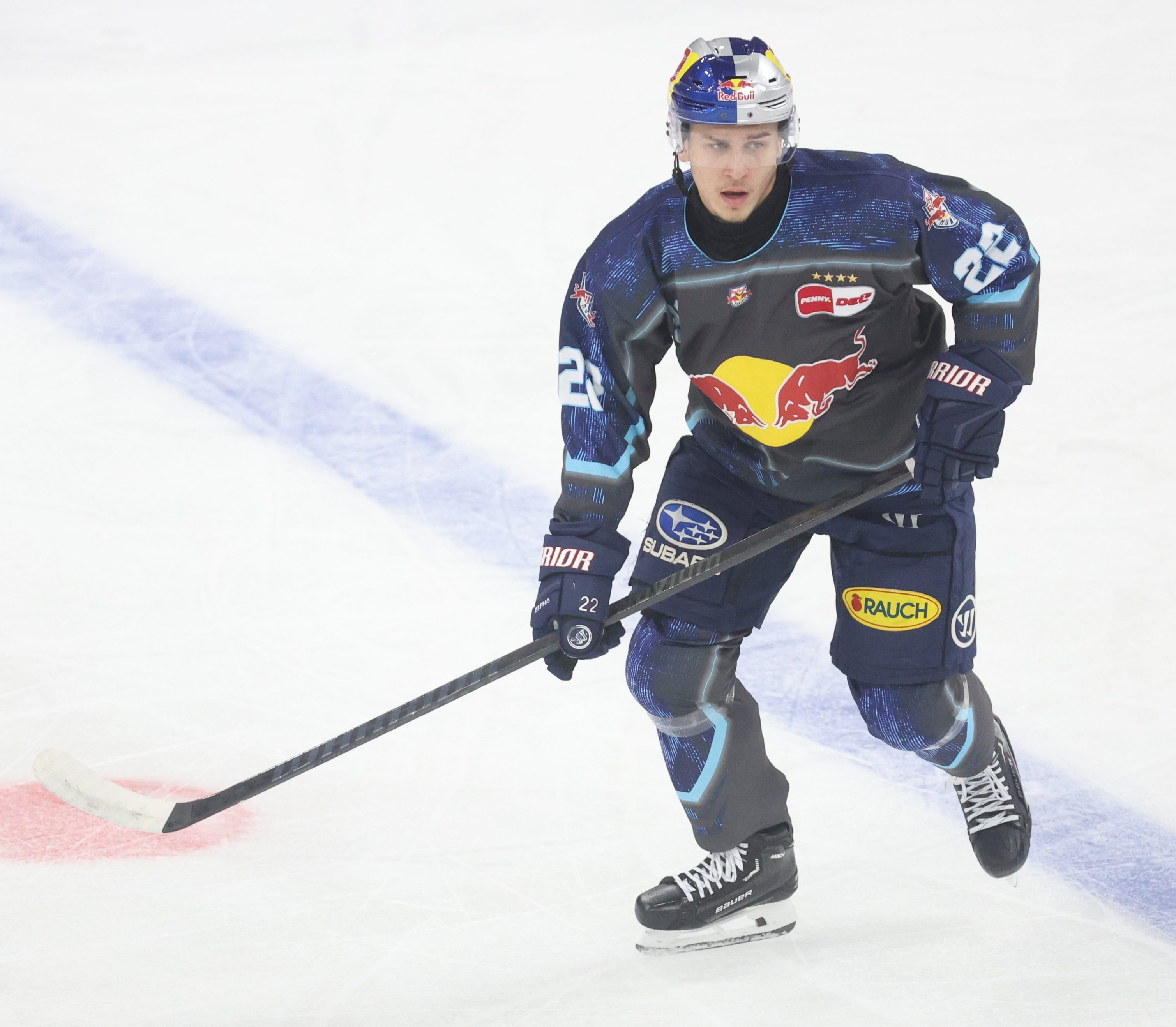
Weber im Trikot des EHC Red Bull München (2024)

Weber, der Sohn eines Kasachen und einer Russin, wurde im Jahr 2004 im kasachischen Qaraghandy geboren. Noch im selben Jahr wanderte die Familie ins bayerische Kaufbeuren aus. Webers Großvater väterlicherseits war Deutscher. Bereits im frühen Kindsalter begann er mit dem Schlittschuhlaufen, wenig später mit dem Eishockeysport. In der Folge durchlief der Verteidiger bis zum Sommer 2018 alle Nachwuchsmannschaften des ESV Kaufbeuren bis hin zum U16-Team, das in der Schüler-Bundesliga aktiv war.
Im Sommer 2018 wechselte das Talent – wie viele deutsche Nachwuchsspieler – an die RB Hockey Akademie des österreichischen Vereins EC Red Bull Salzburg. In der von der Red Bull GmbH unterstützten Akademie verbrachte der Weber insgesamt fünf Jahre und gewann während dieser Zeit mit dem U20-Team im Jahr 2021 die Meisterschaft der ICE Young Stars League (ICEYSL). Parallel zum Spielbetrieb in der ICEYSL und Erste Bank Juniors League (EBJL) bzw. ICE Juniors League (ICEJL) waren die Mannschaften der Akademie auch in den Nachwuchsligen des Nachbarlandes Tschechien aktiv. Die Saison 2022/23 bestritt der Defensivspieler mit der zweiten Mannschaft des EC Red Bull Salzburg, den RB Hockey Juniors, in der Alps Hockey League.
Zur Saison 2023/24 sicherte sich Salzburgs Kooperationspartner, der EHC Red Bull München aus der Deutschen Eishockey Liga (DEL) die Dienste Webers. Dort kam der Rookie in seinem ersten DEL-Jahr auf 32 Ligaeinsätze inklusive der Playoffs. Zudem wurde er sechsmal in der Champions Hockey League eingesetzt und kam – ausgestattet mit einer Förderlizenz – beim ESV Kaufbeuren auf ebenso viele Einsätze in der DEL2. In der Spielzeit 2024/25 absolvierte er – neben zwei DEL2-Spielen für Kaufbeuren – als einziger Spieler des Münchener Kaders alle 58 Saisonpartien. Bereits zum Ende der Saison 2024/25 war bekannt geworden, dass Weber für die Spielzeit 2025/26 zum Ligakonkurrenten Düsseldorfer EG wechseln würde. Aufgrund des Abstiegs der DEG in die DEL2 machte der Abwehrspieler von einem Sonderkündigungsrecht in seinem neuen Vertrag Gebrauch und schloss sich stattdessen den Nürnberg Ice Tigers an.

### International
Auf internationaler Ebene kam Weber bereits ab der Spielzeit 2019/20 für die Juniorennationalmannschaften des Deutschen Eishockey-Bundes zu Einsätzen. So bestritt er in der Folge die U18-Junioren-Weltmeisterschaft 2022, bei der die deutsche U18-Nationalmannschaft den achten Platz belegte. In vier Einsätzen blieb der Verteidiger dabei punktlos. Des Weiteren absolvierte Weber die U20-Junioren-Weltmeisterschaft 2024, bei der die deutsche U20-Auswahl auf dem neunten Platz landete. In fünf Turnierspielen gelangen ihm dabei drei Torvorlagen.
Im Februar 2025 wurde Weber von Bundestrainer Harold Kreis erstmals ins Aufgebot der deutschen Nationalmannschaft berufen. Dabei kam er mit dem deutschen U23-Perspektivteam zu zwei Länderspieleinsätzen gegen die Slowakei.

## Erfolge und Auszeichnungen
- 2021 ICEYSL-Meister mit der RB Hockey Akademie

## Karrierestatistik
Stand: Ende der Saison 2024/25

### International
Vertrat Deutschland bei:
- U18-Junioren-Weltmeisterschaft 2022
- U20-Junioren-Weltmeisterschaft 2024

(Legende zur Spielerstatistik: Sp oder GP = absolvierte Spiele; T oder G = erzielte Tore; V oder A = erzielte Assists; Pkt oder Pts = erzielte Scorerpunkte; SM oder PIM = erhaltene Strafminuten; +/− = Plus/Minus-Bilanz; PP = erzielte Überzahltore; SH = erzielte Unterzahltore; GW = erzielte Siegtore; 1 Play-downs/Relegation; Kursiv: Statistik nicht vollständig)